# 9514 Deineka
9514 Deineka eller 1973 SG5 är en asteroid i huvudbältet som upptäcktes den 27 september 1973 av den sovjetisk-ryska astronomen Ljudmila Zjuravljova vid Krims astrofysiska observatorium på Krim. Den är uppkallad efter målaren Aleksandr A. Deineka.